# Gustavo Peña
Gustavo Peña Velasco (Talpa de Allende, Jalisco, 22 de noviembre de 1942 - 19 de enero de 2021), conocido como El Halcón Peña, fue un futbolista mexicano, defensa central y capitán de la selección mexicana de fútbol en la Copa Mundial de Fútbol de 1970, en México. 

## Biografía
Recibió el apodo de sus compañeros, desde su etapa de fuerzas inferiores con el Oro de Guadalajara, por la fortaleza en sus barridas que impresionaba que bajaba de las alturas para quitar el balón a los oponentes. Su hijo es el futbolista profesional ya retirado Felipe Peña, quien jugó con el América y los Tiburones Rojos del Veracruz en la Primera División de México durante la década de los años 90 y los primeros años del siglo XXI.[cita requerida]
Vistió las camisetas del Oro de Guadalajara, Cruz Azul, Monterrey y el Laguna, durante su carrera. En este último equipo se retiró, en la temporada 1977-1978.[cita requerida]

## Selección nacional: Copa del Mundo en 1966 y en 1970
Jugó en la selección de fútbol de México que participó en la Copa Mundial de Fútbol de 1966 en Inglaterra y en la Copa Mundial de Fútbol de 1970, en México anotando un gol a Bélgica de penal a los 14 minutos. Fue capitán de la selección Mexicana de 1966 a 1971.

## El Gol contra Bélgica en el Mundial de México 1970
A los 14 minutos, Javier Valdivia, El Cabo, fue derribado en el área por Jean Thissen y el árbitro marcó el penalti. En ese entonces, el cobrador oficial de penales del Tri era Peña, quien narró el gol en una entrevista a Soccermanía en 2002 de la siguiente manera: 

Cuando vi que se marcó la falta contra Valdivia, supe que lo iba a ejecutar. Así que fui a tomar agua y Raúl Cárdenas entrenador de la Selección Mexicana, me preguntó cómo me sentía. Me molestó y le contesté que si tenía otro tirador, pues adelante, y me dijo 'no, sólo quiero saber si no estás golpeado'. Así que me enfilé hacia el manchón penal y tiré como años atrás me enseñó el señor Arpad Fekete, quien me dijo que siempre eligiera un lado, que tomara mucho vuelo y que cobrara con seguridad y fuerza, porque si no estás preparado para soportar la presión, más vale no tirar. Afortunadamente anoté y ganamos el partido. Después, la gente se fue a festejar por primera vez al Ángel de la Independencia. Era la primera vez que México pasaba a cuartos de final

Falleció el 19 de enero de 2021, víctima de COVID-19.

## Participaciones en Copas del Mundo
| Mundial                        | Sede       | Resultado        |
| ------------------------------ | ---------- | ---------------- |
| Copa Mundial de Fútbol de 1966 | Inglaterra | Primera fase     |
| Copa Mundial de Fútbol de 1970 | México     | Cuartos de final |